# 灑水車

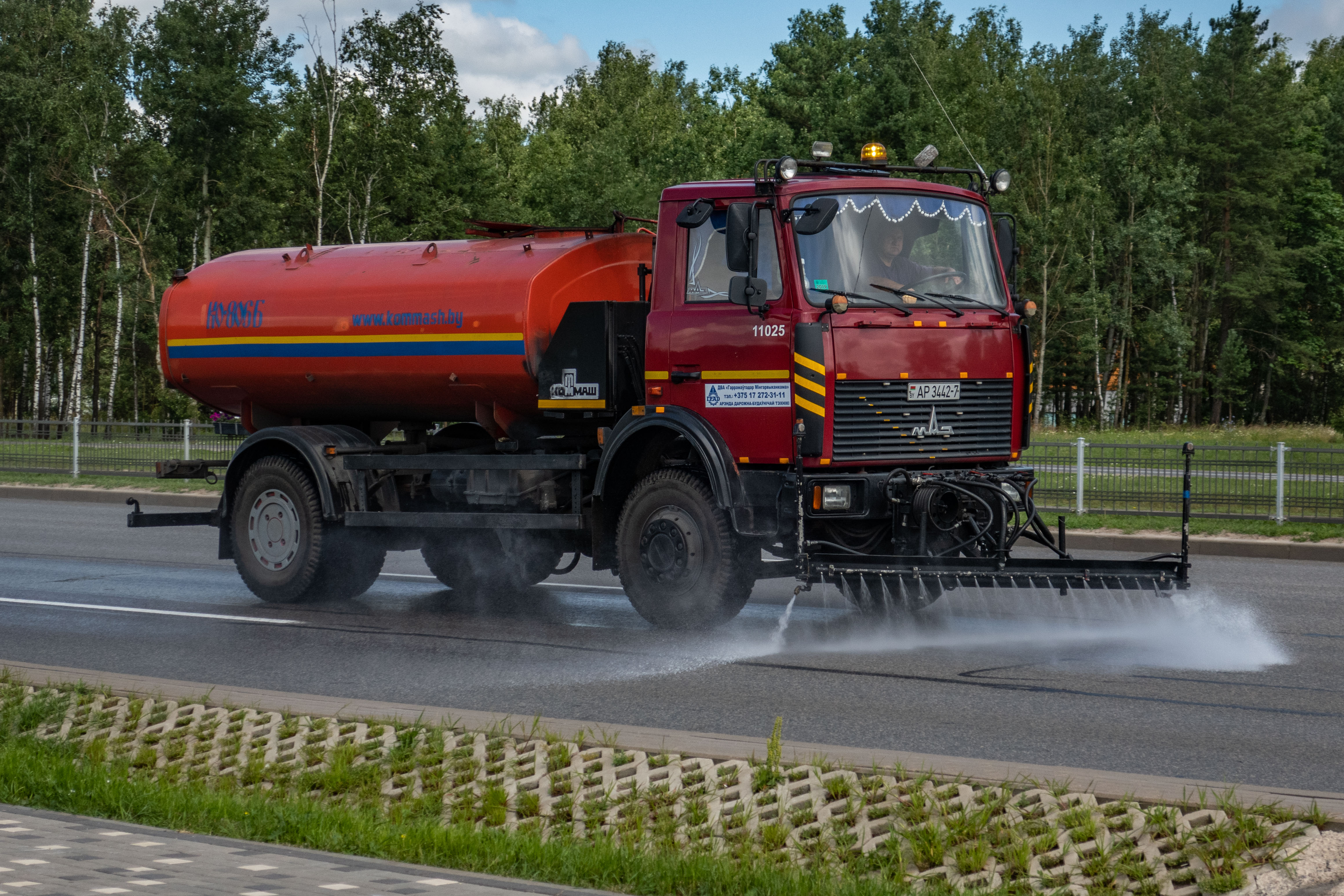
一輛正在運作的灑水車

灑水車（英語：sprinkler），又稱水罐車、噴灑車、洗街車，是一種工程用車。灑水車一般使用於清洗道路、植物澆水，也用於清洗建築、消防等用途，有沖刷、洗塵、降溫等作用。

## 結構
除了汽車的基本構造，尚有防鏽罐體、水管、過濾網、取力器、傳動軸、水泵、出水口和進水口。也可以加裝消防閥和消防接頭等消防器材，作為消防用；或加裝藥盤、藥泵等作為噴藥車使用。

## 用途
一般的灑水車大多用於綠化、灌溉、清洗塵土（如道路、礦場與工地）、降溫陸地、清洗建築，在颱風天時，灑水車會用於刷洗道路上的泥濘。加裝消防裝置的灑水車可用於火災現場，使用水柱使火熄滅。加裝霧化器等農業用具，可以添加農藥（噴藥車），將農藥噴灑至農地、高爾夫球場等具有草坪、農作物的地區。